# Quercus utilis
Quercus utilis Hu & W.C.Cheng – gatunek rośliny z rodziny bukowatych (Fagaceae Dumort.). Występuje naturalnie w Chinach – w południowo-zachodnim Kuangsi, południowym Kuejczou oraz południowo-wschodnim Junnanie. 

## Morfologia
PokrójZimozielone drzewo dorastające do 10 m wysokości.
LiścieBlaszka liściowa jest nieco skórzasta i ma owalny, eliptycznie lancetowaty lub odwrotnie jajowaty kształt. Mierzy 2,5–5,5 cm długości oraz 1,5–2,5 cm szerokości, jest zawinięta i piłkowana na brzegu, ma klinową lub zbiegającą po ogonku nasadę i krótko ostro zakończony wierzchołek. Ogonek liściowy jest nagi i ma 2–5 mm długości.
OwoceOrzechy zwane żołędziami o kształcie od jajowatego do elipsoidalnego, dorastają do 10 mm długości i 17 mm średnicy. Osadzone są pojedynczo w miseczkach w kształcie kubka, które mierzą 6–7 mm średnicy. Orzechy otulone są miseczkami w 35% ich długości.

## Biologia i ekologia
Rośnie w lasach. Występuje na wysokości od 1000 do 1500 m n.p.m. Kwitnie od kwietnia do maja, natomiast owoce dojrzewają od września do listopada.